# Cerkiew Przemienienia Pańskiego w Harbinie
Cerkiew Przemienienia Pańskiego – jedna z prawosławnych świątyń wzniesionych w Harbinie przez rosyjską misję w Chinach.
Budowa cerkwi została ukończona w sierpniu 1921. Budynek znajdował się w dzielnicy Shamantun, przy ówczesnej ulicy Lanhantun. Świątynia była siedzibą parafii i była czynna jeszcze w 1961. Architektonicznie łączyła tradycyjny wygląd cerkwi rosyjskich z wpływami sztuki chińskiej. Wzniesiona była z drewna. W 1965 została zamknięta. 